# Peter Millman
Peter Mackenzie Millman (10 de agosto de 1906 - 11 de diciembre de 1990) fue un astrónomo canadiense.

## Biografía
Durante sus estudios de posgrado en la Universidad Harvard, comenzó a estudiar de forma sistemática los espectros electromagnéticos de los meteoros por sugerencia del astrónomo Harlow Shapley en 1929, una labor que ya no dejaría a lo largo de su vida como profesional científico. El 9 de octubre de 1946 organizó una de sus más exitosas campañas de observación a la espectacular lluvia de dracónidas proporcionando muchos e importantes espectros fotográficos.
Posteriormente trabajó en el Observatorio David Dunlap (DDO) de la Universidad de Toronto desde 1933 hasta 1940. A principios de 1941 se alistó en la Real Fuerza Aérea Canadiense. En 1946 empezó a trabajar en el Observatorio Dominion en Ottawa, Canadá. En 1954 se le concedió la Medalla J. Lawrence Smith otorgada por la Academia Nacional de Ciencias de Estados Unidos. A continuación, se trasladó a la Consejo Nacional de Investigación en 1955.
En su memoria, le dedicaron un cráter en el planeta marte (Millman) y un planeta menor ((2904) Millman).